# São João Batista (Porto de Mós)
Nota linguística: Com a entrada em vigor do Novo Acordo Ortográfico este topónimo passará a ser grafado São João Batista.
A Freguesia de São João Batista é uma extinta freguesia portuguesa do Município de Porto de Mós, que tinha 16,18 km² de área e 3 144 habitantes (2011), e, por isso, uma densidade populacional de 194,3 hab/km².
A Freguesia de São João Batista foi extinta (agregada) pela reorganização administrativa de 2012/2013, tendo o seu território sido agregado ao da Freguesia de São Pedro para criar a Freguesia de Porto de Mós - São João Batista e São Pedro.

## População
| População da freguesia de Porto de Mós (São João Baptista) | População da freguesia de Porto de Mós (São João Baptista) | População da freguesia de Porto de Mós (São João Baptista) | População da freguesia de Porto de Mós (São João Baptista) | População da freguesia de Porto de Mós (São João Baptista) | População da freguesia de Porto de Mós (São João Baptista) | População da freguesia de Porto de Mós (São João Baptista) | População da freguesia de Porto de Mós (São João Baptista) | População da freguesia de Porto de Mós (São João Baptista) | População da freguesia de Porto de Mós (São João Baptista) | População da freguesia de Porto de Mós (São João Baptista) | População da freguesia de Porto de Mós (São João Baptista) | População da freguesia de Porto de Mós (São João Baptista) | População da freguesia de Porto de Mós (São João Baptista) | População da freguesia de Porto de Mós (São João Baptista) |
| ---------------------------------------------------------- | ---------------------------------------------------------- | ---------------------------------------------------------- | ---------------------------------------------------------- | ---------------------------------------------------------- | ---------------------------------------------------------- | ---------------------------------------------------------- | ---------------------------------------------------------- | ---------------------------------------------------------- | ---------------------------------------------------------- | ---------------------------------------------------------- | ---------------------------------------------------------- | ---------------------------------------------------------- | ---------------------------------------------------------- | ---------------------------------------------------------- |
| 1864                                                       | 1878                                                       | 1890                                                       | 1900                                                       | 1911                                                       | 1920                                                       | 1930                                                       | 1940                                                       | 1950                                                       | 1960                                                       | 1970                                                       | 1981                                                       | 1991                                                       | 2001                                                       | 2011                                                       |
| 1 543                                                      | 1 661                                                      | 1 907                                                      | 2 047                                                      | 2 509                                                      | 2 286                                                      | 1 566                                                      | 1 808                                                      | 2 089                                                      | 1 628                                                      | 1 711                                                      | 1 534                                                      | 2 597                                                      | 2 919                                                      | 3 144                                                      |

Com lugares desta freguesia foi criada em 1924 a freguesia de Calvaria de Cima

## Património
- Casa dos Gorjões ou Casa da Família Gorjão